# Kanton Lusigny-sur-Barse
Kanton Lusigny-sur-Barse (fr. Canton de Lusigny-sur-Barse) byl francouzský kanton v departementu Aube v regionu Champagne-Ardenne. Tvořilo ho 14 obcí. Zrušen byl po reformě kantonů 2014.

## Obce kantonu
- Bouranton
- Clérey
- Courteranges
- Fresnoy-le-Château
- Laubressel
- Lusigny-sur-Barse
- Mesnil-Saint-Père
- Montaulin
- Montiéramey
- Montreuil-sur-Barse
- Rouilly-Saint-Loup
- Ruvigny
- Thennelières
- Verrières